# Anemonopsis macrophylla
Anemonopsis macrophylla – gatunek roślin reprezentujący monotypowy rodzaj Anemonopsis należący do rodziny jaskrowatych. Występuje na nielicznych stanowiskach w górskich lasach w centralnej części wyspy Honsiu w Japonii. 

## Morfologia
PokrójByliny z okazałymi liśćmi. Pęd osiąga do 80 cm wysokości, wyrasta z kłącza, łodyga ciemna.
LiściePotrójnie trójsieczne, okazałe, osiągające od 35 do 55 cm wysokości, rzadko w optymalnych warunkach większymi (w miejscach wilgotnych). Listki ostro piłkowane.
KwiatyPo kilka w słabo rozgałęzionym kwiatostanie, zwisających. Mają okwiat biało-ametystowy. Kielicha tworzą 3 duże i jasnofioletowe działki, płatków jest od 8 do 10 i są nieco mniejsze. Pręciki są liczne. Słupki z górną zalążniami i długimi szyjkami.
OwoceZ każdego kwiatu rozwijają się 2-4 kilkunasienne mieszki z długimi dzióbkami.

## Biologia i ekologia
Gatunek wolnorosnący, występuje w miejscach półcienistych, osłoniętych, na glebach wilgotnych i próchnicznych. Kwitnie od końca lipca do września. 

## Systematyka
Pozycja według APweb (aktualizowany system APG III z 2009)
Gatunek z rodzaju Anemonopsis Siebold et Zuccarini, Abh. Math.-Phys. Cl. Königl. Bayer. Akad. Wiss. 4(2): 181. t. 1 A. 1845 z plemienia Actaeeae z podrodziny Ranunculoideae Arnott, rodziny jaskrowatych (Ranunculaceae) z rzędu jaskrowców (Ranunculales), należących do kladu dwuliściennych właściwych (eudicots).